# Kiscsűr
Kiscsűr (románul Șura Mică, németül Kleinscheuern) falu Romániában, Szeben megyében, Nagyszebentől északnyugatra, az azonos nevű község központja.

## Lakossága
1850-ben 1122 lakosából 824 német, 244 román és 54 cigány volt, 1992-ben az 1558 lakosból 1449 román, 65 német, 23 cigány és 16 magyar.

## Története
A falu környékén újkőkorszaki, bronzkori és római kori leleteket tártak fel. A települést az erdélyi szászok alapították. Első írásos említése 1323-ból maradt fenn Paruo horreo alakban. Nevének további előfordulásai: Patvo Horrei (1409), Cleynschwren (1468), Kleyn Schewren (1508). Temploma a 13. században épült, majd az 1493-as török pusztítás után felújították. Várfalaiból csak egy rövidebb szakasz maradt meg. 1600-ban II. Mihály, 1706-ban a kurucok fosztották ki Kiscsűrt, majd 1737-ben tűzvész pusztított. 1780-ban épült az első ortodox fatemplom, amelyet az egyre növekvő számú románság használt. Evangélikus templomában az 1977-es földrengés jelentősebb károkat okozott. A 20. században a román és a német lakosság aránya kiegyenlítődött, majd az 1989-es forradalom után a németek tömeges kivándorlása miatt a románok kerültek túlsúlyba.

## Látnivalók
- Evangélikus erődtemplom